# Malek Ashraf
Malek Ashraf (in persiano ملک اشرف‎; ... – 1357) è stato un politico mongolo fu un signore chupanide del NO della Persia e l'ultimo a esercitare una significativa influenza in Persia.

Era figlio e successore di Timurtash..
Malek Ashraf si mise in luce mentre serviva sotto il fratello Ḥasan Kuçek, sconfiggendo un esercito proveniente dal Grande Khorasan e inviato da Togha Temur contro Ḥasan Kuçek nel 1341. Rimase poi invischiato nel conflitto con gli Injuidi a Shiraz. 

Malek Ahsraf ricevette una richiesta d'aiuto dall'Injuide Abū Isḥāq che combatteva contro il cugino di Malek Ashraf, Pir Hosayn. Malek sconfisse Pir Hosayn nell'agosto del 1342, permettendo ad Abū Isḥāq di riprendere temporaneamente il controllo di Shiraz.
Alla morte di Ḥasan Kuçek nel 1343, i territori chupanidi furono inizialmente divisi tra Malek e i suoi zii Yagi Basti e Surgan. Tuttavia la divisione non sopravvisse a lungo in quanto Malek sbaragliò Surgan in battaglia.
Dopo aver assassinato Yagi Basti, Malek trionfò ancora su Surgan nel 1345 e, avendo unificato le terre chupanidi, egli pose sul trono un "uomo di paglia" (Anusirvan-e ʿĀdel) e governò in suo nome.
Malek fu presto coinvolto nel confronto con i Jalayiridi, governati da Hasan-e Bozorg. Malek spedì suo fratello, Malek Ashtar, a conquistare Baghdad nella prima metà del 1347, ma la campagna si concluse con gravi perdite per lui. Nel 1350 tentò di strappare il Fars agli Injuidi, ma non riuscì a prendere Isfahan e fu anzi costretto a versare un tributo per evitare guai peggiori.
Durante il suo periodo di governo, Malek divenne sempre più violento e presto la sua impopolarità crebbe. ciò, unitamente alla diffusione della peste bubbonica nell'intera regione, indusse numerosi cittadini ad abbandonare l'area. Il suo odiato governo ebbe finalmente fine quando Jani Beg dell'Orda d'Oro invase i suoi domini nel 1357. Malek prese la fuga ma fu catturato e impiccato a Tabriz, con piena gioia della popolazione locale. La madre di Malek e i figli furono presi da Jani Beg al momento di lasciare la regione. Suo figlio Temürtas fu ucciso dal successore di Ḥasan-e Bozorg, Shaikh Uvais, nel 1360, mentre sua figlia Soltanbakt viene ricordata per essere vissuta a Shiraz.
La morte di Malek marcò la fine del dominio chupanide in Persia.